# Karl Josef Georg Busemann
Karl Josef Georg Busemann (* 26. Februar 1897 in Solingen; † 1966 in Wiesbaden) war ein deutscher Journalist und Redakteur.

## Leben und Wirken
Busemann wurde 1897 als Sohn des Postsekretärs Karl Busemann in Solingen geboren. Nach seinem Abitur studierte er Jura, Staatswissenschaften und Physik an der Universität Straßburg. Nach dem Ersten Weltkrieg setzte er sein Studium in Freiburg fort. Seine Dissertation schrieb er über „Die volkswirtschaftliche Bedeutung der Binnenwasserstraßen und Eisenbahnen in Deutschland“.
1919 heiratete Busemann in Freiburg Elisabeth Ganz, die Tochter des jüdischen Kaufmanns Eugen Ganz. Das Paar bekam eine Tochter (1920) und einen Sohn (1921). Die Ehe wurde 1940 geschieden.
1924 wurde Busemann in Frankfurt Leiter der Wirtschaftsredaktion der Rhein-Mainische Volkszeitung, 1929 wechselte er zur Frankfurter Zeitung. Hier war er für die Zeitung von 1933 bis 1939 als Wirtschaftskorrespondent in Paris tätig. 
1946 gründete er nach dem Krieg die Zeitschrift „Die neue Stadt“. Von 1950 bis zu seiner Pensionierung leitete er die Wirtschaftsredaktion der Frankfurter Neue Presse. Busemann starb 1966 in Wiesbaden.

## Veröffentlichungen (Auswahl)
- „Henry Ford und wir“ In: Berichte zur Kultur und Zeitgeschichte, Rheinhold Verlag, 1927
- „Nahrungs- und Genussmittel“, In: Wirtschaftshefte der Frankfurter Zeitung, Frankfurter Societäts-Druckerei, 1928
- „Scheine und Landstraße! Ist der Kraftwagen Eindringling oder Helfer?“ In: Die Autobahn, Nr. 11, 1932, S. 3–4
- „Arbeitsbeschaffung“ In: Frankfurt a. M. : Frankfurter Zeitung, 1934
- Die Rückgliederung der Saar,  Frankfurt a. M. 1934
- „Die richtig möblierte Kleinwohnung Ein Frankfurter Versuch zur besseren Ausnutzung des Wohnraums“, Frankfurt 1953